# Hævnens nat
Hævnens nat è un film del 1916 diretto da Benjamin Christensen.
Christensen ne è regista, sceneggiatore, produttore e interprete principale.

## Trama
Un vagabondo, con un bambino piccolo in braccio, si introduce, la notte di capodanno, in una villa, e si mette alla ricerca di cibo per sé e per il piccolo. Viene aiutato da Ann, all’insaputa degli altri ospiti della villa, che sono impegnati in una ronda armata nel tentativo di catturare un pericoloso evaso che pare si aggiri nei dintorni.
Il vagabondo stesso risulta essere l’evaso: Henry, detto “il forte”, un artista circense condannato per un omicidio al quale ha sempre dichiarato di essere estraneo; dopo l’evasione, ha rapito il proprio figlioletto dall’orfanotrofio al quale era stato affidato, e si era diretto alla villa. Henry viene infine catturato, e, credendosi tradito da Ann, giura eterna vendetta.
Dopo 14 anni Henry viene scarcerato, ridotto in uno stato di estrema prostrazione e confusione mentale. Nel frattempo Ann, sposatasi, conduce una pacifica vita familiare col marito Richard West, medico, e i due figli.
Come prima cosa, Henry va alla ricerca di suo figlio, ma all’orfanotrofio apprende che il ragazzo è stato adottato, diversi anni prima, da una coppia anonima (si tratta di Ann e Richard, ma Henry non lo sa). Disperato, e privo di risorse, viene cooptato, quasi senza averne piena coscienza, da una banda di malviventi dedita alla criminalità spicciola. Tramite l’attività criminosa della banda Henry si imbatte in un oggetto rubato che riconosce essere lo stesso che aveva notato, anni prima, nella fatidica notte di capodanno, come proprietà di Ann: allora i suoi propositi di vendetta si riaccendono.
Con uno stratagemma egli attira Richard ed il figlio adottivo Bob (figlio naturale di Henry) fuori dalla casa dei West, e li cattura. Poi si reca da Ann, rimasta sola con la figlia minore, per perpetrare la propria vendetta.
Richard e Bob riescono tuttavia ad avvertire la polizia, che interviene in extremis e spara ad Henry, che, ormai completamente scagionato dall’accusa di omicidio grazie alla confessione del reale autore dello stesso, muore nonostante le cure di Richard.